# Atlantica
Atlantica là một lục địa cổ. Atlantica được tạo thành khoảng 2 tỷ năm trước đây.

## Một phần(không hoàn thiện)lịch sử Atlantica theo niên đại
- ~2 tỷ năm trước: Atlantica hình thành.
- ~1,8 tỷ năm trước: Atlantica trở thành một phần của siêu lục địa lớn Columbia.
- ~1,5 tỷ năm trước: Columbia vỡ ra; Atlantica trở thành một phần của siêu lục địa nhỏ Nena, cùng với Baltica, Bắc Cực (Artica), và thềm lục địa Đông Nam Cực.
- ~1,1 tỷ năm trước: Nena (chứa Atlantica) trở thành một phần của siêu lục địa lớn Rodinia.
- ~750 triệu năm trước: Rodinia trôi dạt ra. Atlantica, cùng với phần lớn của Nena, ngoại trừ thềm lục địa Đông Nam Cực, trở thành một phần của siêu lục địa nhỏ Protolaurasia.
- ~600 triệu năm trước: Atlantica trở thành một phần của siêu lục địa lớn Pannotia.

Sự trôi dạt của các lục địa

- ~kỷ Cambri: siêu lục địa lớn Pannotia tách ra, để Atlantica trong siêu lục địa nhỏ Gondwana.
- ~kỷ Permi: Gondwana, có chứa Atlantica, trở thành một phần của siêu lục địa lớn Pangaea.
- ~kỷ Jura: Gondwana tách ra khỏi Pangaea, mang theo Atlantica cùng với nó.
- ~kỷ Creta: Gondwana tách ra, chia Atlantica thành hai lục địa như ngày nay là châu Phi và Nam Mỹ.